# 96分鐘
《96分鐘》（英語：96 Minutes）是一部於2025年上映的臺灣災難高鐵動作驚悚電影，亦是台灣影史上⾸部以⾼鐵為題材的災難動作長片。本片由《狂徒》導演洪⼦烜執導、鄒介中監製。主演陣容包括林柏宏、宋芸樺、王柏傑、李李仁、姚以緹、蔡凡熙、李銘忠等人。

## 劇情概要
⼀場震驚全台的炸彈攻擊案，以無辜死傷的悲劇收場，拆彈專家宋康任（林柏宏 飾）從此⼀蹶不振、退出前線。三年後，他與刑警妻⼦黃欣（宋芸樺 飾）搭上台北直達⾼雄、僅需96分鐘的⾼鐵列⾞，卻在途中接獲前上司李傑（李李仁 飾）傳來的警告──列⾞上藏有炸彈！
劇情⼤綱電影背景為挽回婚姻，物理補教名師劉楷（王柏傑 飾）也搭上這班列⾞，同⾞乘客還有昔⽇爆炸案罹難者的家屬、準備求婚的戀⼈、返鄉的⽣意⼈⋯⋯全都被捲入這場突如其來的死亡危機。
列⾞⼀路往南疾駛，時間緊迫倒數。宋康任不僅必須在96分鐘內找出炸彈、解除危機，更要直視⾃⼰深埋⼼底、不可告⼈的秘密。在雙重壓⼒逼迫下，他能否成功拯救所有⼈的性命？

## 主要演員
- 林柏宏 飾 宋康任
- 宋芸樺 飾 黃欣
- 王柏傑 飾 劉楷
- 李李仁 飾 李傑
- 李銘忠
- 呂雪鳳
- 姚以緹
- 鄭志偉
- 蔡凡熙
- 黃奇斌
- 巫建和
- 陳雪甄
- 孔令元
- 林昀希
- 古承頤
- 葉靜涵

## 製作
《96分鐘》為臺灣首部以高鐵災難為題材的電影。自企劃籌備階段曾獲長片輔導金、台北市電影委員會「國際影視攝製投資計畫」補助。該片由文化內容策進院投資，文化部提供補助輔導金，並獲臺中市政府等地方政府協助，總資金超過新台幣1.6億元。2024年，劇組進駐臺中市霧峰區中臺灣影視基地搭景，打造高鐵車廂智慧攝影棚，並於同年4月開拍、5月殺青，期間獲臺中市政府提供補助及協拍支持。車廂攝影棚建置成本約新台幣2,000萬元。
2024年8月14日，劇組於中臺灣影視基地舉辦高鐵車廂智慧攝影棚開幕記者會，由監製鄒介中、導演洪子烜率領主演李李仁、古承頤、葉靜涵出席，並首次對外公開從日本空運來台組裝的高鐵智慧攝影棚。
2025年，《96分鐘》被選定為第27屆台北電影節開幕片。同年3月21日，該片於香港香港國際影視展首度舉辦進行中放映。

## 發行
《96分鐘》於2025年5月27日釋出首支預告，公開該片於9月5日上映。同年，《96分鐘》入選第29屆富川國際奇幻影展「Bucheon Choice」國際競賽單元。

## 外部連結
- 96分鐘Facebook粉絲專頁
- 96分鐘Instagram粉絲專頁